# Ligne de trolleybus 54 (Bruxelles)
Pour les articles homonymes, voir Ligne 54.
La ligne 54 est une ancienne ligne de trolleybus qui reliait Forest à Machelen entre 1938 et 1964.

## Histoire
La ligne est mise en service le 18 avril 1939 par la compagnie des Tramways bruxellois (TB) sous l'indice 54 barré entre la place Saint-Denis à Forest et la gare de Bruxelles Quartier-Léopold (aujourd'hui Bruxelles-Luxembourg). Le 30 mai, la ligne est prolongée de la gare de Bruxelles Quartier-Léopold à Machelen Église et se voit attribuer l'indice 54. 
Le 1er janvier 1954, la Société des transports intercommunaux de Bruxelles (STIB) reprend l'exploitation de la ligne en même temps que les lignes de tramway des Tramways bruxellois. 
À la suite d'une décision prise le 31 juillet 1959 de convertir la ligne à l'autobus, à partir de 1960, le matériel est progressivement réformé et la ligne est exploitée en mixité avec des autobus jusqu'au 14 février 1964, date de circulation du dernier trolleybus, la ligne est alors intégralement exploitée sous le même indice par des autobus.

## Matériel roulant
Longueur : A - articulé ; Md - midibus ; Mn - minibus ; S - standard.
| Illustration | Modèle / type | Long- ueur | Nombre    | Numéros   | En service               | Hors service             | Remarques |
| ------------ | ------------- | ---------- | --------- | --------- | ------------------------ | ------------------------ | --------- |
|              | Type 6000     | Md         | 7         | 6001-6007 | 1939                     | 1954 reprise par la STIB |           |
| 17           | Type 6000     | Md         | 6008-6024 | 1939-1945 | 1954 reprise par la STIB | Et deux châssis.         |           |
| 2            | Type 6000     | Md         | 6023-6024 | 1956-1957 | 1964                     |                          |           |